# کیتی هاف
کاترین الیز هاف (به انگلیسی: Katie Hoff) (زادهٔ ۳ژوئن ۱۹۸۹) یکی از شناگران زن ایالات متحدهٔ آمریکا است.او یکی از شناگران متبحر در ۲۰۰ متر و ۴۰۰ متر انفرادی مختلط است.کیتی هاف در المپیک ۲۰۰۴ و المپیک ۲۰۰۸ مدال های نقره و دو برنز گرفت.وی متولد شهر پالو آلتوکالیفرنیا است.

## زندگی شخصی
برادر او کریستن هاف و پدرش جان هاف و مادرش جین هاف است.